# Жей
Жей, Джей (в литературе также известны как Жевой) (чечен. Жей, Джей, Жевой) — один из «основных коренных чеченских тайпов», расселённых в Чечне и Дагестане по месту древнего проживания чеченских тайпов в Аухе. По преданию считаются непосредственно аккинским тайпом и являются выходцами из высокогорного села Дженчу Галанчожского района Чечни.
Традиционно считается, что «из горного Галанчожского района в верховьях р. Гехи часть представителей аккинского общества Жевой (Жей) — переселились далеко на восток в район Ауха». Основные населённые пункты в Чечне, где проживает тайп: Аргун, Бердыкель, Урус-Мартан, Гехи, Гойты, Хал-Килой, Грозный, Наурская, Терское, Дуба-Юрт, а также в селениях Акташ-Аух, Хасавюрт, Чонт-аул и др.

## Этимология
Чеченский исследователь-краевед, педагог и народный поэт Ахмад Сулейманов утверждал, что основу названия тайпа легло чеченское «жей» — крест и это слово в основе названия тайпа Жевой. Исследуя образование слова Сулейманов А. С. сообщает, что «жей, жай, жейна, жайна, жІара, жоьрда — это все варианты названия одного и того же предмета — креста», но кроме этого неоднократно приводит дополнительно перевод этих слов в значении — книга.
Символ креста был знаком чеченцам ещё в дохристианские времена в качестве солярного знака. Так, доктор исторических наук и видный археолог В. И. Марковин сообщает, что вайнахам был известен ещё в древности крест в круге, воспринимая его как «хороший крест», тесно связываемый с археологической культурой не только чеченцев и ингушей, но и алан.
Авторитетный филолог, лингвист и историк И. Ю. Алироев и исследователь истории чеченцев в Панкисии Л. Ю. Маргошвили в книге «Кистины» сообщает, что в кистинском диалекте «джей/джейн — это религиозная книга», соответствующее «жайна» в чеченском литературном языке.
В известном словаре чеченского языка «Дош» лингвиста и фольклориста А. Т. Исмаилова указывается: Жайна (жей, жай, жагна) — амулет треугольной формы, который носят на шее; книга религиозного содержания, также установив их взаимную равнозначность.
И. Арсаханов в своей специальной монографии «Аккинский диалект в системе чечено-ингушского языка», изданной в 1959 году под редакцией Х. Ошаева, указывает, что слово джай в аккинском диалекте — это книга, оно равнозначно более известному чеченцам и ингушам — джайна и бацбийскому -жагн.
Таким образом, джей, джай имеют единую этимологию связанную с крестом, а точнее со свастикой и с дальнейшей поздней эволюцией этого символа в значении «священного писания, амулета, книга», что нашло своё отражение в смысле вышедшего из оборота субэтнонима «лам-кересты», под которым в исторической науке были известны горцы аккинцы.

## История
Согласно сведениям выписки из архива Султан Казы Гирея, приводимым в «Сборнике материалов для описания местности и племён Кавказа», выпуск 44, 1915 г. в статье «Курганы в окрестностях станицы Змейской», сообщается, что представители Джей принимали участие в битве против Аксак Тимура на стороне хана Тохтамыша и там же указывается, что Джей родственны «Хевсуры, Кисты, Карабулаки, Аристинцы и Шатоевцы».
В ходе полевых работ Ахмедом Сулеймановым было выявлено, что «на территории исторической Тушетии, куда входила и территория Лам-Баца и КІах-Баца (Горная и Равнинная Баца), действовали вооруженные отряды (войска), носившие различные названия: Ардалойн-бӏа, ЖІайн-гІера, Бургул-бӏа, ГIера-гІаьтта, Антал-гӏера, Эстин-гӏера, Пхойн-гӏера, Тилла-тоба, ЦІойн-гІера, Туш-гӏера. По всей вероятности, эти отряды в основном выполняли миссионерскую деятельность распространения и укрепления христианства».
На территории Чечни неоднократно встречаются топонимы, названия уничтоженных сёл, основанных тайпом. Так, на востоке от Дуба-Юрта и Чири-Юрта было урочище и одноименное село Джейнчу — одно из первых поселений, основанных аккинским тайпом Жей/Жевой на правом берегу низовьев р. Аргун после переселения из аула Жейнчу Галанчожского района Чечни верховьев р. Гехи. Этот аул, так или иначе присутствует в преданиях многих представителей тайпа, проживающих в разных частях Чечни. Так А. Сулейманов в «Топонимии» описывает это место «Жайнечу (Жайнечу) — урочище на востоке от Дуба-Юрта, за хребтом Малхбалехьара дукъ. Жайна — (чеч.) крест, талисман, книга».
Имеется запись от 27 августа 1832 года в Актах, собранных Кавказской археографической комиссией: «22 числа сего августа, перейдя вброд быструю 8-ми рукавную р. Аргунь…Две непокорные деревни Белгатой или Малый-Чеченъ и Джан-юртъ, находившиеся вблизи сей реки, были немедленно истреблены».
Население данного аула в основном переселилось в Жей-Юрт, находившееся ещё в середине 19 века на левом берегу р. Аргун (в нынешнем селе Бердыкель). В дальнейшем предпринимались попытки вновь оживить село, однако окончательно оно осталось покинутым в результате насильственной депортации чеченцев и ингушей в 1944 году. Также свидетельство об уничтожении данного села имеются в отчёте командующего Сунженской линией полковника А. П. Пулло по состоянию на 1837 г., обнаруженном сотрудниками Архивного управления Чечни в Отделе письменных источников Государственного исторического музея России(ОПИ ГИМ): «… Чеченцы, живущие на Сунже и за оною: Джен-Юрт. Малая часть жителей этих деревень покорена в 1832 году».
Оба этих населённых пунктах, как в правобережье р. Аргун, так и в верховьях р. Гехи в разное время именовались: 1. Аул на правобережье низовьев р. Аргун — Джеанч, Джанчо, Джаинчу, Джайнчу; 2. Аул в верховьях р. Гехи — Джанчи, Дженчу, Дженчу и т. д..
А. С. Сулейманов сообщает о существования упомянутого выше урочища Жей-юрт (в прошлом поселение) в Грозненском районе Чечни на западе села Бердыкель в левобережье долины реки Аргун. Это же село указывается на картах Чечни 19 века, как Джан-юрт на левом берегу реки Аргун (уточнение по берегам вносится, так как разные, но одноименные тайповые поседения находились по обоим берегам реки). В настоящее время в Бердыкеле живет около 200 дворов тайпа Жей..
Данное селение указано в списке независимых чеченцев в работе 1834 г. инженера-топографа Иогана Бларамберга, переведённой с французского языка в 80-х годах XX века в России, согласно цитате: «Независимые Чеченцы…слева от Аргуна: Бердикель, Джан-юрт, Тепли, Курдали».
На западной окраине Акташ-Ауха, расположена местность, которая носит название «Жевой басе», что переводится как «склон жевойцев».
Согласно «Родословной списка узденей и пользующихся особым уважением лиц» от 1834 г. предок старшины Акташ Ауха из фамилии Джавай (Жевой) Какя Тавмурзаев «вышел из Чечни», чем также дополнительно доказывается единство происхождения из Чечни представителей тайпа вне зависимости от диалектных названий и места древнего оседлого проживания.
По мнению чеченского исследователя-историка Явуса Ахмадова, тайпы Жевой, Барчхой и Зогой образовались из родственных групп, которые со временем откололись от более крупных кланов (тайпов) и стали самостоятельными тайпами.
Также на территории Чечни представители тайпа Жей основали и другие уничтоженные в ходе Кавказской войны населённые пункты, в их числе крупный в 19 веке аул Деха Ирзу, который в литературе назвали Дахын Ирзав и т. д., располагавшийся при слиянии Сунжи и Аргуна. Жители этого поселения оказали отчаянное сопротивление завоевателям, что нашло отражение в многочисленных описаниях военнослужащих тех времён и преданиях представителей тайпа.
Вот как описывается само поселение и его уничтожение: «В Большой Чечне, при слиянии Сунжи и Аргуна, стоял богатый и многолюдный аул Дахин-ирзау (Деха-Ирзу), известный также под именем Узун-Тала (по-тюркски — Длинная поляна).
Жители этого аула не только сами предпринимали частые хищнические набеги за наши линии, но и другим партиям, пробиравшимся к нам на грабежи, давали пристанище; у них же укрывались бежавшие от нас в горы мирные чеченцы и кабардинцы, абреки всех народностей, беглые казаки и солдаты. Разбои в ногайских кочевьях, о которых в первых числах октября получались сведения начальником левого фланга, произведены были ими, как единогласно показывали лазутчики. Дерзость их доходила до того, что они появлялись даже на астраханском тракте. Два чиновника, попавшие в плен 6-го октября, захвачены были ими. Занимаясь постоянно грабежами и разбоями, получая выкуп за пленных, они жили богаче всех своих соседей, чрез что не только на них, но и на все население нижней Джалки имели большое влияние.»
После неоднократного уничтожения царскими войсками данного аула часть его жителей мигрировала к своим родственникам Жевой в аул Ваниг в Аух. Этот аул также был уничтожен вместе с близлежащим Албури-Отар в ходе Кавказской войны. В дальнейшем жители Деха Ирзе вернулись на территорию своего прежнего жительства и расселены в настоящее время в центре г. Аргун.
Согласно «Материалам по археологии Кавказа» 1888 г. в чеченских преданиях рассказывается, что в некоторых башнях Шатойского ущелья жили Джай .
Кандидат исторических наук, этнограф И. М. Саидов в своей статье «О расселении нахских тайпов и тайповых отношениях» привёл сведения о том, что одно время в Джейрахе преобладал тайп Джей. Некоторые считают их ассимилировавшимися среди аварцев нахскими стражниками. Однако никаких доказательств, подтверждающих данную ассимиляцию, на сегодняшний день не имеется ввиду того, что тайп представлен только в среде чеченцев и выходцев из Чечни, четко осознаёт свою нахчийскую национальную идентичность и генетически однороден с другими коренными нахскими обществами.

## Известные представители
- Руслан Цакаев — Министр внутренних дел ЧР. Генерал-майор. Составил первое и единственное уголовное дело по факту геноцида и массового убийства чеченцев в 1944 году в с. Хайбах.
- Хасан Бисултанов — первый Олимпийский чемпион по дзюдо среди чеченцев (2000 г., Сидней), серебряный призёр чемпионата мира 1999 г., чемпион Европы, двукратный чемпион СССР, многократный чемпион Турции.
- Рамзан Ирбайханов — олимпийский чемпион по вольной борьбе (2008 г., Пекин), чемпион мира и Европы.